# Église Saint-Léon du Havre
 (novembre 2017).
Si vous disposez d'ouvrages ou d'articles de référence ou si vous connaissez des sites web de qualité traitant du thème abordé ici, merci de compléter l'article en donnant les références utiles à sa vérifiabilité et en les liant à la section « Notes et références ».
L’église Saint-Léon est une chapelle située rue Ourdaloue / boulevard de Graville, dans le quartier de Graville-Sainte Honorine au Havre.

## Historique

### Une chapelle: 1887 à 1913
Le Havre s'agrandissant de plus en plus vers l'est, les quartiers Saint-Léon et Soquence subirent une explosion démographique, si bien qu'il fut décidé en 1887 de construire un nouveau lieu de culte pour les catholiques. Au début une chapelle fut édifiée, mais l'insuffisance de place dans cette dernière s'avéra problématique. C'est seulement en 1912 que l'idée de la construction d'une nouvelle église plus grande vit le jour.

### Une première église: 1913 à 1987
En juillet 1913, la première pierre fut posée par le chanoine Delestre, vicaire au Havre, et des blocs de béton aggloméré furent employés afin d'avoir un matériau très peu coûteux pour l'époque. Le chantier se poursuivit sans la moindre difficulté financière ni accident, selon les plans d'Alfred Nasousky.
En 1916, l'église était achevée, mais il reste le clocher à élever.
L'église devint paroissiale en 1920. Elle reçut trois cloches et un bourdon cette même année. Le clocher servait de repère, comme un phare, dans le quartier.
Au cours de la Seconde Guerre mondiale, au printemps 1943, Le Havre est bombardé par l'armée anglaise. Une bombe explosa au pied du clocher resté inachevé, ce qui provoqua des dégâts considérables, une partie des vitraux de la nef furent éparpillés sur le sol. Le clocher fut fragilisé et le grand orgue très endommagé, puis en septembre 1944, à la suite du bombardement des Lancaster anglais dans le centre-ville du Havre, le clocher fut de nouveau très fragilisé par les secousses des bombes.
Au cours des décennies suivantes, l'église sera embellie, voire restaurée, et le clocher consolidé. Mais, un lundi de Pentecôte, des blocs de ciment tombèrent au sol, l'église présenta des fissures au-dessus du portail d'entrée et le clocher menaça de tomber sur le boulevard de Graville. Il fut donc décidé de la démolir en 1987 car une restauration aurait été trop onéreuse et trop importante en termes de mise en œuvre. Les blocs de ciment étaient scellés avec du mortier mélangé à du sable de mer, ce qui avait eu pour effet d'occasionner une mauvaise résistance au temps car les armatures de fer rouillaient à cause du sel.